# Frances Carson
Pour les articles homonymes, voir Carson.
Frances Carson (née le 1er avril 1895 à Philadelphie en Pennsylvanie, morte le 20 octobre 1973 à Los Angeles) est une actrice américaine. Elle apparait dans plusieurs films d'Alfred Hitchcock dans les années 1940.

## Filmographie
- 1934 : Java Head
- 1940 : Correspondant 17 : Mrs. Sprague
- 1941 : La Femme aux deux visages : Miss Dunbar
- 1941 : Chagrins d'amour : Lady Denham
- 1942 : Cinquième Colonne
- 1943 : L'Ombre d'un doute : Mrs. Potter